# Đột kích: Chuộc tội
Đột kích: Chuộc tội (tiếng Indonesia: Serbuan Maut, hay còn gọi là Đột kích) là phim điện ảnh Indonesia năm 2011 do Gareth Evans biên kịch và chỉ đạo diễn xuất. Phần tiếp theo có tựa Đột kích 2 đã được phát hành vào năm 2014.

## Nội dung
Cảnh sát tân binh Rama tham gia đội 20 người do Trung sĩ Jaka và Trung úy Wahyu chỉ huy để đột kích vào một tòa nhà chung cư với mục đích bắt giữ trùm tội phạm Tama Riyadi. Cùng với hai tay sai đắc lực là Andi và Mad Dog, Tama điều hành tòa nhà và cho phép bọn tội phạm và bọn nghiện ngập thuê phòng dưới sự bảo vệ của hắn. Khi đến nơi, đội cảnh sát khống chế những tên côn đồ, họ cũng gặp một người đàn ông tên Gofar vừa mua thuốc về cho người vợ bị bệnh của anh ta. Lên tầng sáu, đội cảnh sát đã bị phát hiện bởi hai thiếu niên, một trong số chúng đã báo động cho bọn tội phạm còn lại.
Tama ra lệnh cho bọn tội phạm trong tòa nhà tiêu diệt đội cảnh sát, hắn treo thưởng phòng cho bất kỳ tên nào giết được họ. Wahyu thú nhận với Jaka rằng ông ta đã bày ra nhiệm vụ này để có thể trừ khử Tama, người có hợp tác với các quan chức cảnh sát tham nhũng, bao gồm cả ông ta; nhiệm vụ này không được phê chuẩn bởi chính phủ và sẽ không có lực lượng tiếp viện đến hỗ trợ họ. Một số cảnh sát đã chết do cơn mưa đạn của bọn tội phạm.
Các cảnh sát còn lại — Rama, Bowo, Jaka, Wahyu, Dagu và ba người khác — vào một căn hộ trống và tiếp tục bị tấn công bởi bọn côn đồ. Rama dùng rìu tạo ra một lỗ trên sàn để cả đội có thể xuống tầng dưới. Ba cảnh sát khác bị giết và Bowo bị thương nặng. Rama sử dụng một bình gas để tạo ra một vụ nổ nhằm tiêu diệt bọn côn đồ. Khi có thêm vài tên côn đồ tiến vào, cả đội chia thành hai nhóm: Jaka, Dagu và Wahyu ra tầng năm, trong khi Rama và Bowo leo lên lại tầng sáu.
Sau khi chiến đấu với một nhóm côn đồ, Rama và Bowo tìm được căn hộ của Gofar, và Gofar miễn cưỡng giấu hai người cảnh sát sau bức tường. Một băng nhóm cầm mã tấu lục soát căn hộ nhưng không tìm thấy họ. Sau khi chăm sóc vết thương cho Bowo, Rama ra ngoài để tìm nhóm của Jaka. Rama chạm trán băng nhóm mã tấu và hạ gục chúng, đẩy tên thủ lĩnh của chúng qua cửa sổ và lao xuống ban công bên dưới. Ở tầng sáu, anh gặp Andi, người đã giết hai thuộc hạ của Tama. Andi được tiết lộ là anh trai của Rama, người mà Rama đang tìm kiếm theo sự thúc giục của bố họ. Rama từ chối rời khỏi tòa nhà mà không có đồng đội của mình, và Andi cũng từ chối từ bỏ cuộc sống tội phạm. Rama tiếp tục đi tìm các đồng đội.
Mad Dog phát hiện nhóm của Jaka trên tầng bốn. Wahyu chạy đi, Jaka liền bảo Dagu chạy theo bảo vệ ông ta. Mad Dog thách Jaka đấu tay đôi, cuối cùng hắn đã giành thế thượng phong và giết Jaka bằng cách bẻ cổ anh. Tama, sau khi biết được sự phản bội của Andi qua camera giám sát, đã bắt giữ Andi. Rama gặp lại Dagu và Wahyu, họ quyết định lên tầng 15 để bắt Tama, vượt qua một phòng chế biến ma túy trên đường đi. Rama tách khỏi Dagu và Wahyu khi phát hiện Mad Dog đang tra tấn Andi. Mad Dog để Rama cởi trói cho Andi và chiến đấu với cả hai anh em. Sau cuộc giao chiến tàn bạo, Mad Dog đã bị giết bởi Rama và Andi.
Trong khi đó, Dagu và Wahyu lên đến căn hộ của Tama. Wahyu giết Dagu trước khi bắt Tama làm con tin. Tama chế nhạo Wahyu bằng cách tiết lộ rằng hắn biết đội cảnh sát sẽ đột kích tòa nhà này, có nghĩa là Wahyu đã bị gài bẫy bởi cấp trên tham nhũng của ông ta là Reza, và ông ta sẽ sớm bị giết. Cảm thấy lo sợ và tuyệt vọng, Wahyu bắn chết Tama và định tự sát, nhưng khẩu súng đã hết đạn.
Andi để Rama rời đi cùng với Bowo và Wahyu. Andi cũng đưa ra các bằng chứng phạm tội chứng minh Tama có hợp tác với các quan chức tham nhũng, dặn Rama liên hệ với Trung úy Bunawar. Rama bảo Andi về nhà, nhưng Andi từ chối và khẳng định rằng anh có thể bảo vệ Rama trong vai trò trùm băng đảng, trong khi Rama không thể làm điều tương tự với anh. Khi Rama, Bowo và Wahyu ra khỏi tòa nhà, Andi quay vào trong.

## Diễn viên
- Iko Uwais vai Rama
- Donny Alamsyah vai Andi
- Joe Taslim vai Trung sĩ Jaka
- Ray Sahetapy vai Tama Riyadi
- Yayan Ruhian vai Mad Dog
- Pierre Gruno vai Trung úy Wahyu
- Tegar Satrya vai Bowo
- Eka "Piranha" Rahmadia vai Dagu
- Verdi Solaiman vai Budi
- Ananda George vai Ari
- Yusuf Opilus vai Alee
- Iang Darmawan vai Gofar
- M. Iman Aji vai Eko
- Zaenal Arifin vai Zaenal
- Hanggi Maisya vai Hanggi